# Bulletin de la Société Botanique de Belgique
Bulletin de la Société Botanique de Belgique (abreviado Bull. Soc. Roy. Bot. Belgique) fue una revista con ilustraciones y descripciones botánicas que fue editada en Bruselas. Fue suspendida en los años 1914-20. Fue reemplazada en el año 1990 por Belgian journal of botany : (bulletin de la Société royale de botanique de Belgique) (desde el vol. 123).